# ロメオ・ダレール
ロメオ・アントニウス・ダレール（Roméo Antonius Dallaire、1946年6月25日 - ）は、カナダの元軍人・政治家。国際連合ジェノサイド予防諮問委員会委員。元カナダ軍中将。1994年のルワンダ虐殺当時、駐留していた国連平和維持部隊（国際連合ルワンダ支援団）の司令官であった。

## 経歴、人物
1946年、オランダに生まれる。父はカナダ軍の下士官、母はオランダからの移住者。1964年カナダ陸軍に入隊。1993年にルワンダの平和維持軍（国連ルワンダ支援団）の司令官に着任し、アフリカへ派遣される部隊としては初のカナダ人司令官となる。ルワンダ紛争において1993年8月に結ばれたアルーシャ協定に従い、11月に到着する。
ダレールの着任前、国連はルワンダでジェノサイドの可能性がある報告書を出していたが、その報告書は彼に届けられなかった。ダレールは1994年1月に匿名の情報者によってフツの過激派による虐殺計画を知り、国連に平和維持軍の増強や過激派の武器の押収を提案するが、UNAMIRには権限がないという理由で不許可となる。次いでアメリカ、フランス、ベルギーの大使へ情報を伝えるが状況は改善されず、ダレールは要人の暗殺や民兵（インテラハムウェ）の武装を静観することになる。
1994年4月以降、ルワンダ虐殺を目撃するとともに、平和維持軍本部を攻撃された。その後も駐留を続けるが、虐殺終結後の1994年8月に司令官を辞任し帰国。辞任の理由について、過労とストレスのため指令書を正確に書けなくなり、自暴自棄になりつつあったため任務を続けられないと判断したとしている。帰国後、心的外傷後ストレス障害（PTSD）と診断される。その後2000年にアルコールと薬物の服用により自殺を図り、公園のベンチで昏睡状態になっていたところを発見されるが一命を取り留めた。
2003年にルワンダでの体験を書いた Shake Hands with the Devil を出版、カナダでベストセラーとなる。2004年には虐殺事件から10年後の追悼式典に出席するため、ルワンダを再訪。2005年にケベック州からカナダ上院議員に選出された（カナダ自由党所属、2014年1月に離党）。2006年にダルフール紛争についての集会を開催。現在は紛争の解決や平和構築について活動し、平和維持活動の教育機関ピアソン・ピースキーピング・センターや大学で講師をつとめる。

### ルワンダの虐殺事件をめぐる立場
ルワンダの現大統領であるポール・カガメからは、虐殺を止めなかったとして国連や世界各国と並んで批判されている。また、上記の2004年追悼式典では、事件当時に殺害された平和維持軍のベルギー人兵士をめぐり、ベルギーの政治家の追及を受けた。

### 平和維持活動への見解
国連の常任理事国だけでなく、カナダ、日本、ドイツ、北欧、オランダ、インドなどの国家による積極的な関与を訴える。特にミドルパワーの連携を提案。
冷戦後の平和維持活動については、国連憲章第6章にある「紛争の平和的解決」だけでは不充分であるとする。地方復興チームを評価しつつも暫定的な手段と考え、カナダを中心とする干渉と国家主権に関する国際委員会（ICISS）が国連に提案した「保護する責任」に賛同する。

## 主な著書、映像作品

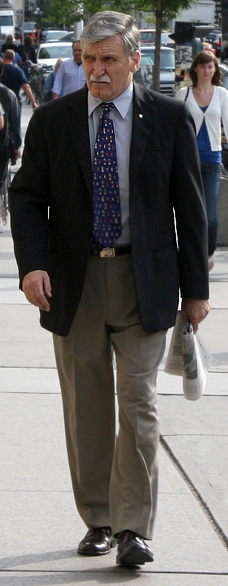
2007年のトロント国際映画祭にて

### 著書
- Shake Hands with the Devil, Random House Canada, 2003.　日本語訳『なぜ、世界はルワンダを救えなかったのか』 金田耕一訳、風行社、2012年。
- ロメオ・ダレール・伊勢﨑賢治　『ロメオ・ダレール　戦禍なき時代を築く』　日本放送出版協会、2007年：同名のテレビ番組の書籍化

### 映像作品
- Shake Hands With the Devil:The Journey of Roméo Dallaire, 2004年.　邦題『元PKO部隊司令官が語るルワンダ虐殺』）：ダレールの体験をもとにしたドキュメンタリー。サンダンス映画祭国際ドキュメンタリー部門観客賞
- 『BS特集未来への提言　元PKO部隊司令官ロメオ・ダレール　戦禍なき時代を築く』　2006年
- Shake Hands With the Devil, 2007年：ダレールの著書を原作とした映画

### 関連書、映像作品
- フィリップ・ゴーレイヴィッチ　『ジェノサイドの丘』　柳下毅一郎訳、WAVE出版、2003年。 - ダレールが登場する。
- ポール・ルセサバギナ　『ホテル・ルワンダの男』　 堀川志野舞訳、ヴィレッジブックス、2009年。 - ダレールが登場する。
- 「ホテル・ルワンダ」：ダレールをモデルにした平和維持軍のオリバー大佐をニック・ノルティが演じている。